# Tic Tac (crocodile)
Pour les articles homonymes, voir Tic Tac.

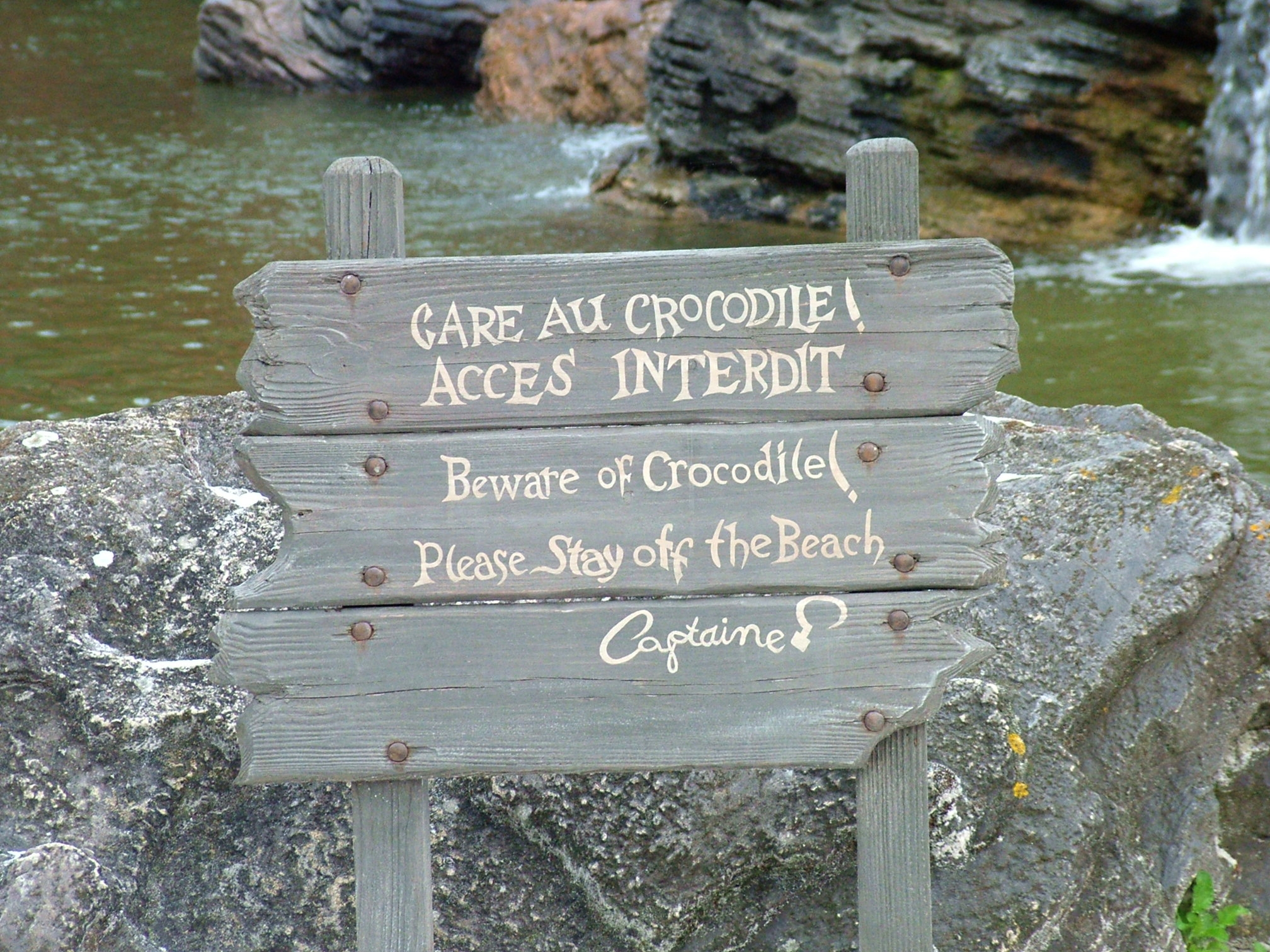
Mise en garde signée du Capitaine Crochet

Tic Tac (ou Tick Tock Croc en version originale) est un personnage développé par le studio Disney sur la base du personnage du crocodile du roman Peter Pan de J. M. Barrie pour le long métrage Peter Pan (1953). Son nom n'est apparu que dans les bandes dessinées.
Tick Tock Croc est un crocodile, anonyme dans la version française, qui poursuit le Capitaine Crochet dont il aurait mangé la main et qui chercherait à finir son repas. Son nom est dû au bruit émis par la pendule qu'il a avalée et qui permet de l'entendre arriver.
Plus tard, c'est-à-dire en 2011, dans la série télévisée d'animation Jake et les Pirates du Pays imaginaire, le nom Tic Tac lui est attribué en version française (il n'est donc plus anonyme).